# 키킹 앤 스크리밍
《키킹 앤 스크리밍》(영어: Kicking and Screaming)은 미국에서 제작된 노아 바움백 감독의 1995년 로맨틱 코미디 드라마 영화이다. 조시 해밀턴 등이 출연하였다.

## 출연
- 조시 해밀턴
- 올리비아 다보
- 크리스 아이거먼
- 파커 포지
- 제이슨 와일스
- 케라 부오노
- 엘리엇 굴드
- 에릭 스톨츠
- 노아 바움백
- 페리 리브스
- 딘 캐머런
- 머리사 리비시
- 제시카 헥트
- 캐서린 켈너
- 존 리어
- 조너선 바움백

## 기타 제작진
- 공동 제작: 앤드루 허시, 필립 B. 골드파인
- 라인 제작: 라나 조이 글리크먼
- 협력 제작: 제이슨 블럼, 제러미 크레이머
- 배역: 엘리 캔너
- 미술: 댄 휘플러
- 의상: 메리 제인 포트